# Retroflexe vibrant
De retroflexe vibrant is een medeklinker waarvan met laboratoriummetingen is vastgesteld dat hij voorkomt in onder andere de Dravidische taal Toda. De klank kent officieel geen symbool in het Internationaal Fonetisch Alfabet, maar Peter Ladefoged gebruikte voor de klank het teken dat normaal gebruikt wordt voor de retroflexe flap ([ɽ]).
Bij het uitspreken van de klank begint de tong in een sub-apicale retroflexe positie, maar voor de trilling wordt het puntje van de tong gebruikt. De trilling is niet veel anders dan bij een alveolaire vibrant. Derhalve wordt voor de klank soms ook het symbool [ɽ͡r] gebruikt.
Er zijn ook talen waarin een trillende retroflexe affricaat voorkomt, zoals [ɳɖ͡ɽ̝] en [ʈ͡ɽ̝̊]. Dit is het geval bij onder andere het Mapudungun, Plateaumalagasi en Fijisch. De exacte articulatie is hierbij maar zelden duidelijk.
Deze pagina bevat fonetische informatie in het IPA, die in sommige browsers mogelijk niet correct wordt weergegeven.
Waar symbolen in paren voorkomen, vertegenwoordigt het rechter teken een stemhebbende medeklinker. Gearceerde gebieden bevatten medeklinkers die worden beschouwd als onuitspreekbaar.
Zie ook: IPA, Klinkers